# Пронский краеведческий музей
Про́нский краеве́дческий музе́й — учреждение культуры, расположенное в историческом центре Пронска и занимающее часть здания, построенного в первой половине XIX века для уездного училища.

## Информация о музее

### История и описание
В 1918 году Пронский музей в числе восьми уездных вошёл в состав образованного в том же году Губернского музея.
Открытие современного музея состоялось в декабре 1994 года.
Наряду с Пронской центральной библиотекой музей занимает историческое здание, построенное в первой половине XIX века (существуют указания на 1828 и на 1836 год) для уездного училища на высоком Покровском холме, откуда открывается живописный вид на окрестности Пронска. С XII века здесь располагался окружённый деревянными крепостными стенами центр древнего города. Установленные на стене здания мемориальные доски свидетельствуют о том, что в нём учились биолог и селекционер Иван Владимирович Мичурин, хоровой дирижёр и педагог Клавдий Борисович Птица, художник Пётр Михайлович Боклевский, Герой Советского Союза Иван Иванович Щербаков. Особняк входит в список выявленных объектов культурного наследия Рязанской области по состоянию на 26.09.2016.
В 2006 году музею присвоен статус муниципального. В музее работает «Клуб любителей истории Пронского края».
Директора музея
- Грузинцева Анна Петровна (с 1994 по 2013 год), основатель и первый директор музея, почётный гражданин Пронского района и заслуженный работник культуры Российской Федерации[3]
- Хмара Наталья Вениаминовна (с 2013 года)[4]

### Собрание музея
Фонд музея насчитывает 3275 единиц хранения, из них 2808 предметов составляют основной фонд. Широко представлены предметы археологии, крестьянская утварь, документы и фотографии, иконы, церковная утварь и одежды священнослужителей. Обширна нумизматическая коллекция, простирающаяся от монет новгородского денежного двора, Ивана IV (1547 год) до монет и банкнот советского периода. В музее хранится около сотни полотен рязанских, новомичуринских и пронских живописцев, среди которых достойное место занимают триптих «Освобождение Пронска от поляков. XVII век» рязанского художника Е. А. Борисова и работы художника и педагога А. Н. Молчанова, уроженца Пронска.

### Экспозиции музея
Экспозиционная площадь музея составляет 249 м². В настоящее время коллекции экспонируются в трёх залах:
- 1-й зал — экспозиция «Пронский край — от ледникового периода до уездного города», охватывающая различные периоды истории местного края и древнего Пронска. Экспонируются найденные на территории современного Пронского района ископаемые морской фауны, фрагменты керамических изделий XII—XVII веков и различные клады, выставляются предметы обихода, одежда пронских горожан и крестьян конца XIX — начала XX века;
- 2-й зал — экспозиция «Пронск — от уездного города до наших дней», в которой представлены многочисленные фотографии дореволюционного Пронска, уделено значительное внимание подвигу прончан в годы Великой Отечественной войны, обобщена ретроспективная и актуальная информация о сельскохозяйственном и промышленном производстве Пронского района. Отдельные разделы посвящены землякам Л. А. Загоскину, И. В. Мичурину, П. М. Боклевскому, К. Б. Птице, основателю Пронской женской гимназии П. П. фон Дервизу;
- 3-й зал — выставочный, в котором периодически проходят выставки художников и мастеров декоративно-прикладного творчества, а также посвящённые памяти знатных земляков мероприятия, читаются лекции, проводятся беседы и мастер-классы с учащимися Пронского района.